# Thomas Bishop (rugby)
Pas d'image ? Cliquez ici

a Compétitions nationales et continentales officielles uniquement.

b Matchs officiels uniquement.
Thomas « Tommy » Bishop, né le 15 octobre 1940 à St Helens (Merseyside), est un ancien joueur et entraîneur de rugby à XIII anglais évoluant au poste d'arrière dans les années 1960 et 1970. Il a été international britannique à quinze reprises. Après quatre années à St Helens RLFC, il décide de s'expatrier en Australie en rejoignant les Cronulla Sharks où il devient entraîneur-joueur pendant quatre années. Il a été introduit au temple de la renommée du club de St Helens.